# Castelo de Saint-Martin de Toques
O Castelo de Saint-Martin de Toques é um castelo parcialmente em ruínas no topo de uma montanha na comuna Bizanet no departamento de Aude, no sul da França.
A construção do castelo data dos séculos XII e XIV. Posteriormente, foi propriedade dos viscondes de Narbonne. No século XVI, uma família italiana assumiu o controle do castelo. No início do século XVII foi convertido numa quinta, mas foi abandonado e caiu em ruínas.
O castelo actualmente é propriedade privada e está classificado desde 1926 como um monumento histórico pelo Ministério da Cultura da França.